# Karl Braun (homme politique, 1897)
Pour les articles homonymes, voir Karl Braun et Braun.
Karl Braun (né le 29 juillet 1897 à Großingersheim et mort le 30 septembre 1983 à Bietigheim-Bissingen) est un homme politique allemand du SPD.
Du 24 septembre 1945 au 1er septembre 1964, Braun est maire de Großingersheim. La tâche principale de son mandat est la reconstruction de la commune, qui est gravement endommagée par la guerre.
Braun est membre de l'Assemblée constituante de l'État de 1952 à 1953, puis jusqu'à sa démission le 26 janvier 1967 au Landtag de Bade-Wurtemberg. L'année où il a quitte le Landtag, il reçoit la citoyenneté d'honneur de Großingersheim et la Croix fédérale du Mérite. Karl-Braun-Strasse à Ingersheim porte son nom.